# Generation (seriál)
Generation (též originální označení Genera+ion) je americký televizní seriál, který je dílem společnosti HBO. Vysílání první série odstartovalo 11. března 2021 a ukončeno posledním dílem 8. července téhož roku na kanále HBO Max. Jeho hlavními režiséry se stali Daniel Barnz a Channing Godfrey Peoples.  
Seriál má zatím jednu sérii se 16 díly, které trvají v rozmezí 27 - 35 minut. 

## Téma seriálu
Seriál vypráví osudy několika vybraných teenagerů ze střední školy žijících v malém kalifornském městečku, kteří řeší problémy jako hledání sexuální identity, užívání alkoholu a jiných omamných látek, bezpečného sexuálního styku a problematiku kybestalkingu. V seriálu se též ukazuje konflikt generací a boj mezi moderními liberálními a tradičními konzervativními hodnotami.

## Obsazení
| Martha Plimpton        | Megan                                                    |
| Nathanya Alexander     | Ariana, Naomina kamarádka                                |
| Chloe East             | Naomi, Nathanova sestra                                  |
| Uly Schlesinger        | Nathan, bisexuální bratr Naomi                           |
| Justice Smith          | Chester, gay                                             |
| Chase Sui Wonders      | Riley, nejlepší kamarádka Chestera a populární studentka |
| Haley Sanchez          | Greta, “přítelkyně“ Riley                                |
| Lukita Maxwell         | Delilah, aktivistka a kamarádka Naomi a Arianny          |
| Nathan Stewart-Jarrett | Sam, nový výchovný poradce                               |
| Nava Mau               | Ana, teta a náhradní matka Grety                         |
| Martha Plimpton        | Megan, konzervativní matka Nathana a Naomi               |

## Seznam dílů

### První řada (2021)
| Č. v seriálu | Č. v řadě | Původní název                            | Režie                      | Scénář                                                        | Premiéra v USA   |
| ------------ | --------- | ---------------------------------------- | -------------------------- | ------------------------------------------------------------- | ---------------- |
| 1            | 1         | Pilot                                    | Daniel Barnz               | Zelda Barnz, Daniel Barnz                                     | 11. března 2021  |
| 2            | 2         | Dickscovery                              | Daniel Barnz               | Zelda Barnz, Daniel Barnz                                     | 11. března 2021  |
| 3            | 3         | Toasted                                  | Daniel Barnz               | Zelda Barnz, Daniel Barnz                                     | 11. března 2021  |
| 4            | 4         | Pussy Tower                              | Channing Godfrey Peoples   | Sharr White                                                   | 18. března 2021  |
| 5            | 5         | Gays and Confused                        | Chioke Nassor              | Lena Dunham                                                   | 18. března 2021  |
| 6            | 6         | The Wheels on the Bussy                  | Chioke Nassor              | Max Saltarelli                                                | 25. března 2021  |
| 7            | 7         | Desert Island                            | Daniel Barnz               | Eli Wilson Pelton                                             | 25. března 2021  |
| 8            | 8         | The Last Shall Be First                  | Daniel Barnz               | Christina Nieves, Zelda Barnz, Daniel Barnz, Christina Nieves | 1. dubna 2021    |
| 9            | 9         | Deepfake                                 | Catalina Aguilar Mastretta | Zelda Barnz, Daniel Barnz                                     | 17. června 2021  |
| 10           | 10        | Built for Pleasure                       | Catalina Aguilar Mastretta | Christina Nieves                                              | 17. června 2021  |
| 11           | 11        | Absolute Zero                            | Andrew Ahn                 | Michelle Denise Jackson                                       | 17. června 2021  |
| 12           | 12        | The High Priestess                       | Andrew Ahn                 | Max Saltarelli                                                | 24. června 2021  |
| 13           | 13        | There's Something About Hamburger Mary's | Anu Valia                  | Sono Patel                                                    | 24. června 2021  |
| 14           | 14        | Click Whirr                              | Anu Valia                  | Sharr White                                                   | 1. července 2021 |
| 15           | 15        | L'Amour                                  | Daniel Barnz               | Sono Patel                                                    | 1. července 2021 |
| 16           | 16        | V-Day                                    | Daniel Barnz               | Zelda Barnz, Daniel Barnz                                     | 8. července 2021 |